# Кирил Ботев
Кирил Ботев (болг. Кирил Ботьов Петков; 20 квітня 1856, Калофер — 6 лютого 1944, Студена — болгарський офіцер (генерал-лейтенант) та державний діяч.

## Біографія
Народився 20 квітня 1856 року в місті Калофер, Початкову школу закінчив у рідному місті.
У 1876 році приєднався до загону Христо Ботева. Невдовзі після чого був схоплений та поміщений у в'язницю в Царгороді, а потім відправлений на заслання до фортеці Аккра в Малій Азії. Випущений в 1878 завдяки Сан-Стефанському мирному договору.
У 1878 році повернувся до Болгарії, а пізніше в тому ж році переведений до Військового училища в Софії, як кавалерист. У 1879 закінчив перший курс та отримав звання лейтенанта. Пізніше закінчив кавалерійську школу в Сомюрі (Франція) та Військову академію в Брюсселі.
Під час Сербсько-болгарської війни (1885) був командиром ескадрильї, здійснював розвідку в тилу противника і полегшував військові дії.
2 серпня 1912 року отримав звання генерал-лейтенанта.
Брав участь у Першій Балканській війні (1912–1913), і протягом короткого періоду часу був заступником військового міністра (1913). Пішов у запас у 1914 році.
Помер 6 лютого 1944 року.

## Посади
Будучи освіченим офіцером, займав високі посади:
- командувач III Пловдивським кінним полком;
- начальник Військової школи (1891–1895),
- командир 3-ї піхотної балканської дивізії (1900).

## Нагороди
- Орден «За хоробрість» IV ступеня
- Орден «Святий Олександр» І та IV ступенів з мечами
- Орден «За військові заслуги» І ступеня з військовою відзнакою.

## Фотогалерея

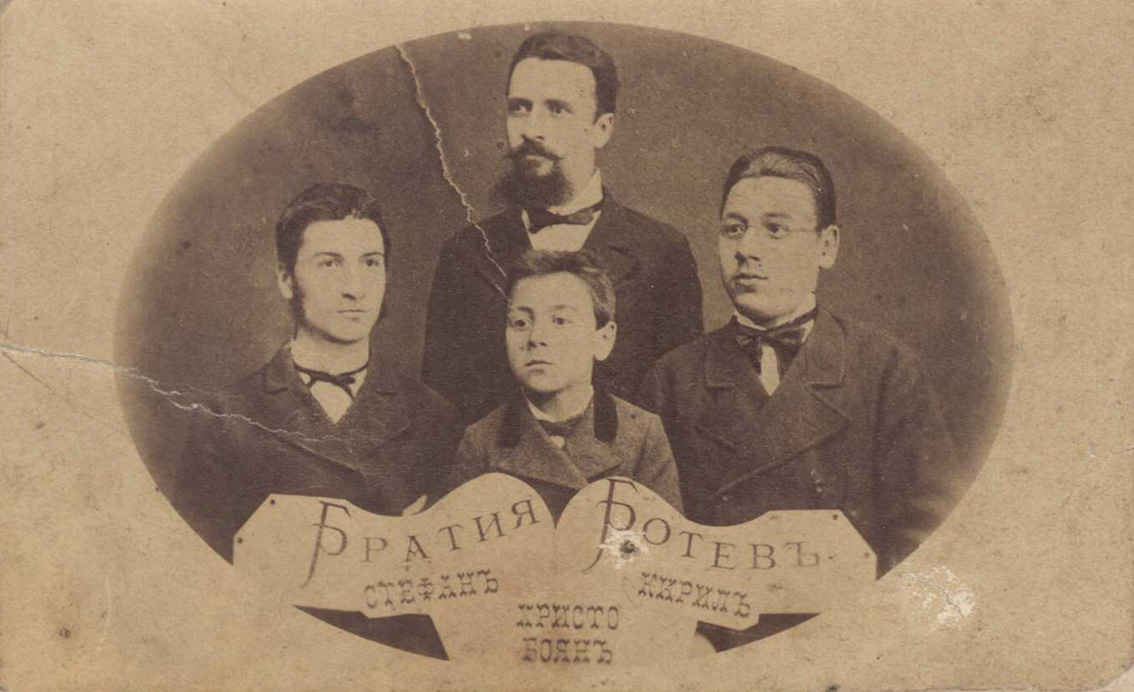
Брати Ботеви: Христо (зверху), Стефан, Боян і Кирил (знизу, зліва направо), 1876
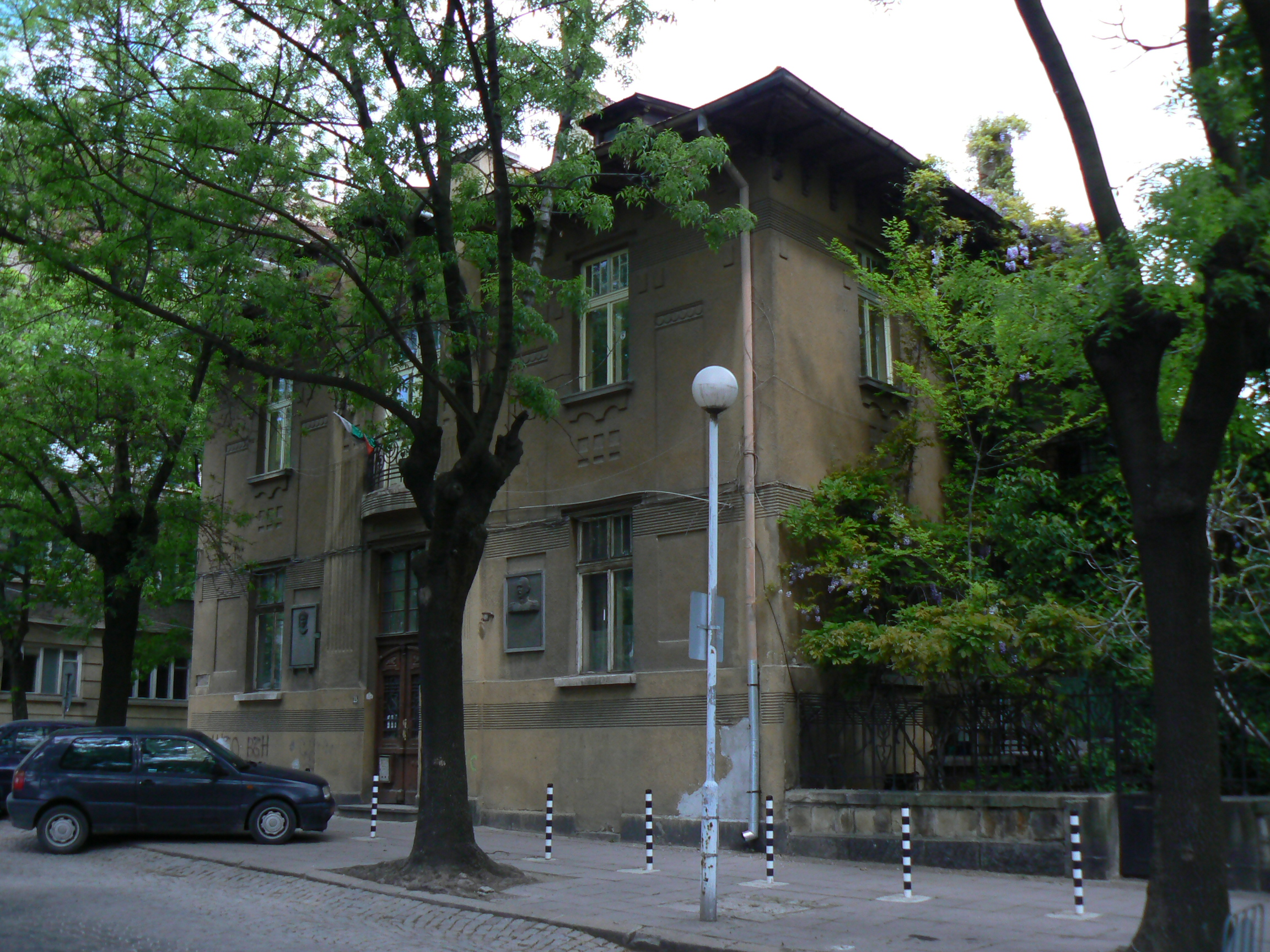
Будинок Ботева на вул. Шипки в Софії
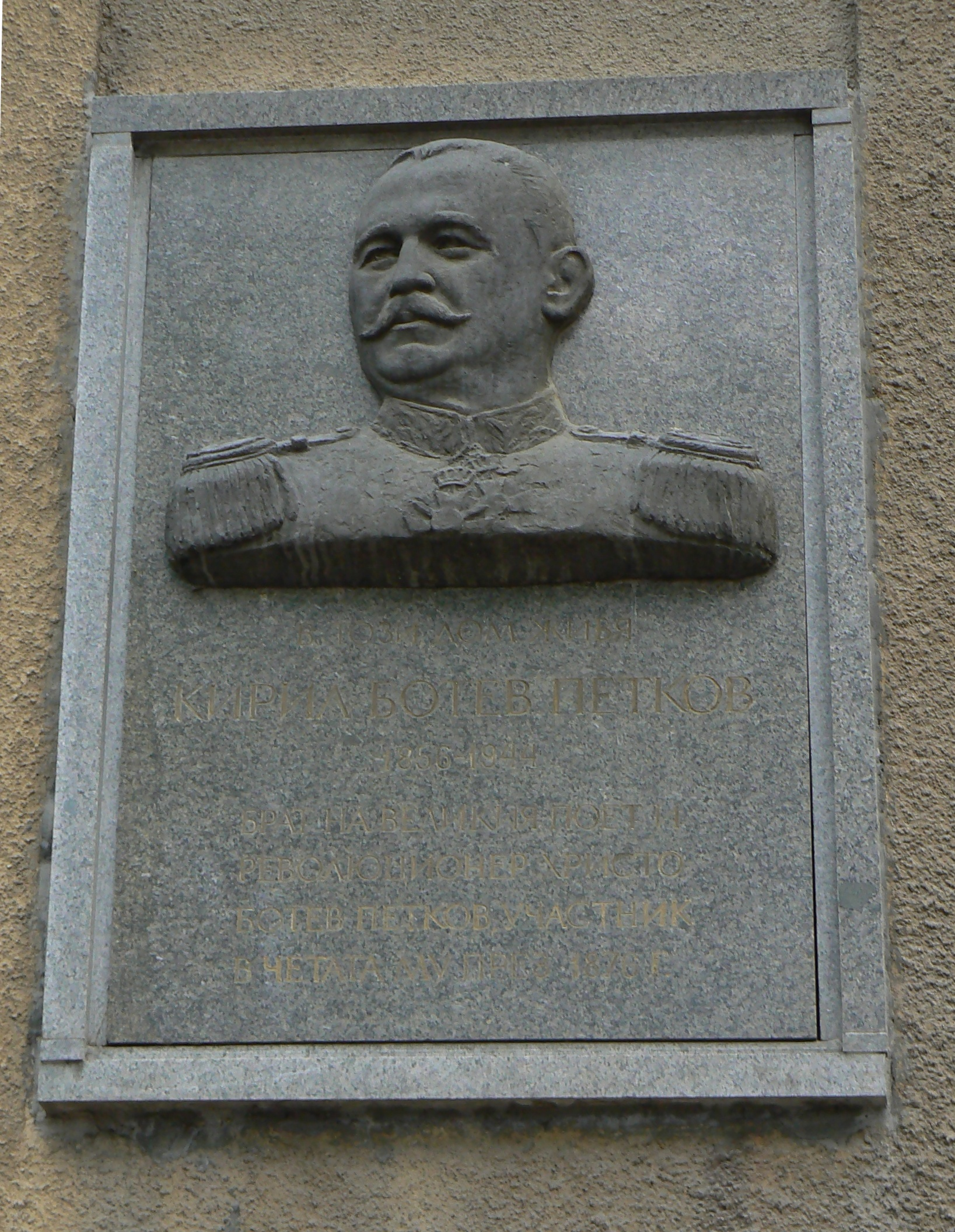
Пам'ятна дошка на будинку в Софії